# Santa Maria, Isabela
Santa Maria là một đô thị hạng 4 ở tỉnh Isabela, Philippines. Theo điều tra dân số năm 2007, đô thị này có dân số 20.695 người trong 3.280 hộ.

## Các đơn vị hành chính
Santa Maria được chia ra 20 barangay.
| - Bangad - Buenavista - Calamagui North - Calamagui East - Calamagui West - Divisoria - Lingaling - Mozzozzin Sur - Mozzozzin North - Naganacan | - Poblacion 1 - Poblacion 2 - Poblacion 3 - Quinagabian - San Antonio - San Isidro East - San Isidro West - San Rafael West - San Rafael East - Villabuena |